# Törvényerejű rendelet
A törvényerejű rendelet (röviden: tvr.) egy a Magyar Népköztársaság Elnöki Tanácsa által alkotott jogszabály. Az 
Alkotmány alapján törvényerejű rendeletet 1949. augusztus 20-a és 1989. október 22-e között lehetett alkotni, ugyanakkor az 1987-es jogalkotási törvény 2009-es alkotmánybírósági megsemmisítéséig tartalmazta mint a köztársasági elnök által alkotható jogszabályt. Ma már nem alkotható új, a hatályon kívül nem helyezett törvényerejű rendeletek azonban ma is hatályosak és alkalmazandóak. A jogforrási hierarchia szempontjából törvényeknek kell tekinteni ezeket, így például módosítani vagy hatályon kívül helyezni is legalább törvényi szinten kell.

## Kibocsátásának feltételei
A Népköztársaság Elnöki Tanácsa jogosult volt – az Országgyűlést helyettesítő jogkörében – törvényerejű rendeleteket alkotni, amennyiben az Országgyűlés nem ülésezett. (Az Országgyűlés rendszerint csak évente két, néhány napos ülésszakra ült össze.) A törvényerejű rendeleteket az Országgyűlés legközelebbi ülésén be kellett mutatni. Alkotmányt nem lehetett törvényerejű rendelettel módosítani. A törvényerejű rendeletet a Népköztársaság Elnöki Tanácsának elnöke és a titkára írták alá, és azt a hivatalos lapban kellett kihirdetni. (Az Elnöki Tanács a törvényerejű rendeletek megalkotásán kívül határozatokat is hozott, például az Országgyűlés összehívásáról, tábornokok kinevezéséről, kegyelem gyakorlásáról stb. Ezeket ugyancsak a hivatalos lapban tették közzé.)

## Történeti jelentősége
Az államszocializmus évtizedei alatt a törvényerejű rendeletek szerepe – az Országgyűlés csekély jogalkotói tevékenysége és szerepe miatt – igen jelentős volt. A Népköztársaság Elnöki Tanácsa gyakorlatilag átvette az Országgyűlés jogalkotói szerepét, és így törvények helyett törvényerejű rendeletekben szabályoztak minden tárgykörben. A kor jogalkotási szokásainak megfelelően a nemzetközi szerződéseink nagy része is ilyen formában került kihirdetésre. A gyakorlatban egy évben több mint tízszer annyi törvényerejű rendeletet fogadtak el, mint törvényt (a törvények száma legtöbbször tíz alatti volt).